# Franz Kögler
Franz Kögler (* 24. Februar 1882 in Neustadt an der Orla; † 18. Januar 1939 in Freiberg) war ein deutscher Bauingenieur und Hochschullehrer für Geotechnik, er gilt als einer der Mitbegründer der Bodenmechanik in Deutschland.

## Leben
Kögler besuchte die Realschule und die drei Oberklassen des Realgymnasiums in Chemnitz und legte 1900 seine Abiturprüfung ab. Danach studierte an der Technischen Hochschule Dresden Bauingenieurwesen und promovierte dort zum Dr.-Ing.
Im November 1905 begann er nach dem bestandenen ersten Staatsexamen den Vorbereitungsdienst als Regierungsbauführer und wurde dem staatlichen Neubauamt Dresden zugeteilt, wo er am Umbau der Bahnhöfe Niedersedlitz und Reick, an umfangreichen Gleis- und Straßenbauten sowie an Brücken und Hochbauten mitwirkte. 1910 wurde er nach dem bestandenen zweiten Staatsexamen zum Regierungsbaumeister (Assessor in der öffentlichen Bauverwaltung) ernannt. Von 1909 bis 1912 war er an verschiedenen Staatseisenbahnen, an Entwürfen für Brücken und Hochspannungsleitungen über die Elbe und Berechnungen von Bauwerken beteiligt. Im Anschluss dran war Baudirektor beim städtischen Tiefbauamt Dresden. 1914 trat er als technischer Direktor in den Deutschen Eisenbahnverband ein. Nebenberuflich war Kögler von 1905 bis 1912 wissenschaftlicher Assistent bei Max Förster an der Technischen Hochschule Dresden, er lehrte die Fächer Holz-, Stein- und Eisenbetonbrücken sowie Ingenieur- und Eisenhochbau. 1911 habilitierte er sich als Privatdozent für Brückenbau, Baustatik und Festigkeitslehre und hielt bis 1914 Vorlesungen, ab 1914 war er als Privatdozent an der Technischen Hochschule (Berlin-)Charlottenburg tätig.
Kögler wurde zum Oktober 1918 als Professor für Bauingenieurwesen (Baukonstruktionslehre) und Technische Mechanik an die Bergakademie Freiberg berufen. Ab 1924 baute er dort ein Bodenmechaniklabor auf, das bald in Deutschland großes Ansehen genoss. Mit seinem Mitarbeiter Alfred Scheidig veröffentlichte er 1938 das damals bekannte Lehrbuch Baugrund und Bauwerk im Berliner Verlag Ernst & Sohn. Bekannt wurden auch die Veröffentlichungen von Kögler und Scheidig über Druckverteilung im Baugrund (veröffentlicht in mehreren Fortsetzungen in der Zeitschrift Bautechnik von 1927 bis 1929). Von 1928 bis 1930 war er Rektor der Bergakademie. In den 1930er Jahren entwickelte er die erste Seitendrucksonde für Erddruckmessung.

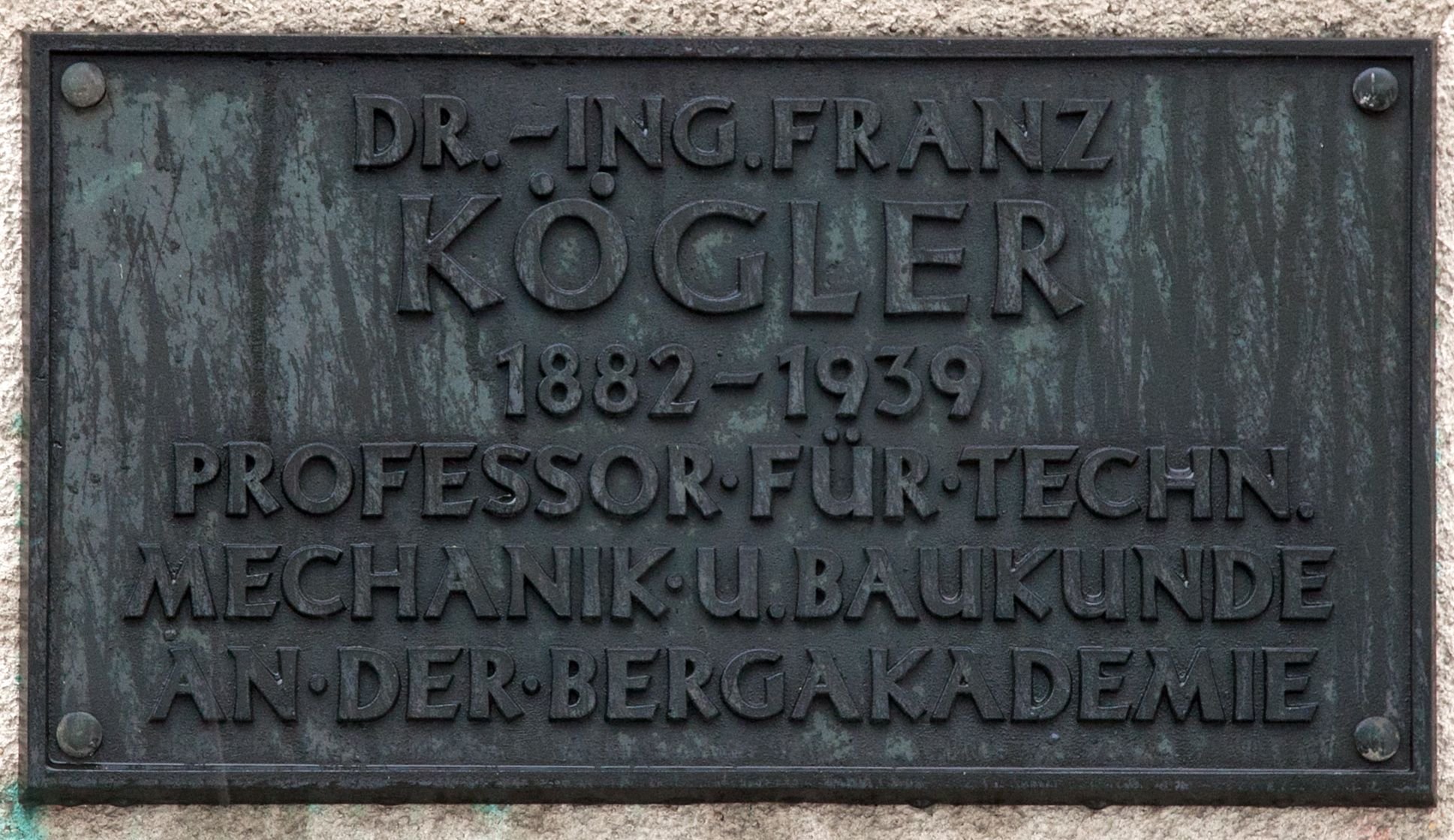
Gedenktafel an Köglers Wohnhaus in Freiberg, Meißner Ring 22

Kögler unterzeichnete im November 1933 das Bekenntnis der Professoren an den deutschen Universitäten und Hochschulen zu Adolf Hitler. Nach seinem Suizid aus politischen und gesundheitlichen Gründen wurde das Erdbaulabor 1939 der Technischen Hochschule Dresden zugeordnet, wo es mit dem 1936 gegründeten Grundbaulabor unter Leitung von Walter Neuffer zusammengelegt wurde und der Terzaghi-Schüler Walter Bernatzik Geschäftsführer wurde. Einer der Mitarbeiter von Kögler in Freiberg war der spätere Professor an der Technischen Hochschule Karlsruhe und Minister Hans Leussink.
Kögler war 1928 Mitbegründer der Deutschen Gesellschaft für Bodenmechanik (Degebo), einem Vorläufer der nach dem Zweiten Weltkrieg gegründeten Deutschen Gesellschaft für Geotechnik (DGGT).
An der Technischen Universität Bergakademie Freiberg ist ein Preis nach ihm benannt, und in Freiberg erinnert der Franz-Kögler-Ring an ihn. An seinem Freiberger Wohnhaus wurde eine Gedenktafel angebracht.

## Schriften
- Vereinfachte Berechnung eingespannter Gewölbe. Springer, Berlin / Heidelberg 1913. (eingeschränkte Vorschau in der Google-Buchsuche)
- Baugrund und Bauwerk. (mit Alfred Scheidig) Ernst & Sohn, Berlin 1938. (5. durchgesehene und verbesserte Auflage 1948)